# Kara-Kitan
Het kanaat van Kara-Kitan, Kara-Kitai of de Westelijke Liao (Mongools: Хар Хятад; Char Chjatad; traditioneel Chinees: 西辽; vereenvoudigd Chinees: 西辽; pinyin: Xi Liao, 1124 - 1218) was een Kitanrijk in Centraal-Azië.
De dynastie was in 1124 gesticht door Yelü Dashi, die de overgeblevenen van de Liao-dynastie naar Centraal-Azië leidde na te zijn gevlucht voor de inval van de Jurchen in hun vaderland in Mantsjoerije in 1125. De macht over het rijk werd in 1211 overgenomen door de Naimanen onder leiding van Kuchlug. In traditioneel Chinese, Perzische en Arabische bronnen wordt dit als het einde van het Kara-Kitan rijk beschouwd.
Het rijk werd uiteindelijk in 1218 door het Mongoolse Rijk verwoest.

## Benamingen
De naam Kara Kitan (Hala Qidan) werd door de Kitan gebruikt om naar zichzelf te verwijzen. De term wordt vaak vertaald als "Zwarte Kitan", maar de oorspronkelijke betekenis is niet bekend.
Aangezien er geen directe bronnen uit het rijk zijn overgeleverd, zijn de enige overgebleven historische gegevens over het rijk afkomstig uit niet-Kara-Kitan bronnen. Omdat het rijk de attributen van een Chinese staat aannam, verwijzen Chinese historici over het algemeen naar dit rijk als de Westelijke Liao-dynastie, hiermee de voortzetting van de Liao-dynastie uit Mantsjoerije benadrukkend. De Jurchen verwezen naar het rijk als Dashi of Dashi Linya (naar haar stichter), om eventuele aanspraken die het rijk kon hebben gehad op het oude grondgebied van de Liao-dynastie te minimaliseren.
Moslim historici noemden deze staat aanvankelijk simpelweg Khitay of Khitai. Het was pas na de Mongoolse verovering dat men naar deze staat begon verwijzen in de islamitische wereld als Kara-Khitai of Qara-Khitai.

## Administratie & bestuur
De Kitan regeerden vanuit hun hoofdstad Balasagoen in het huidige Kirgizië. Zij hadden daarbij een directe controle over de centrale regio van hun rijk. De rest van hun rijk bestond uit zeer autonome vazalstaten, waarvan de voornaamste Chorasmië, de Karlukken, de Karahoja-Oeigoeren, de Qangli en de Westelijke, Oostelijke en Fergana-Karachaniden waren. De later aangekomen Naimanen werden ook vazallen, voordat ze de macht zouden overnemen onder leiding van Kuchlug.
De Kitanheersers namen veel administratieve elementen van de Liao-dynastie over, met inbegrip van het gebruik van een confucianistische bestuur en de keizerlijke attributen. Het rijk nam ook de titel van Gurkhan (universele Khan) over. De Kitan gebruikten de Chinese kalender, behielden Chinese keizerlijke en administratieve titulatuur, gaven hun keizers regeringsnamen, liet munten slaan in een Chinese stijl, en stuurden keizerlijke zegels naar hun vazallen. Hoewel de meeste van hun administratieve titels uit het Chinees waren ontleend, had het rijk ook lokale administratieve titels overgenomen, zoals tayangyu (Turks) en vizier.
De Kitan behielden hun oude gebruiken, ook in Centraal-Azië. Ze bleven nomaden, bleven gehecht aan hun traditionele kleding en onderhielden de religieuze praktijken van de Liao-dynastie. De heersende elite heeft geprobeerd om de traditionele huwelijken tussen de koninklijke Yelü-clan en de gemalin Xiao-clan te behouden, en waren zeer terughoudend om hun prinsessen toe te staan te trouwen met buitenstaanders. De Kara-Khitai Kitan hingen een mengeling van boeddhisme en traditionele Kitan-religie aan, waaronder vuurverering en stamgewoonten, zoals de traditie van het offeren van een grijze os met een wit paard. Een innovatie van de Kara-Khitai Kitan was dat ze hun soldaten een soldij gaven.
Het rijk heerste over een diverse bevolking, die zeer verschilde van haar heersers. De meerderheid van de bevolking was sedentair, hoewel de bevolking plots meer nomadisch werd naar het einde van het rijk toe, als gevolg van de toestroom van Naimanen. Het merendeel van hun onderdanen waren moslims, hoewel een aanzienlijke minderheid het boeddhisme en Nestorianisme aanhing. Hoewel Chinees en Kitan de voertaal waren van de administratie, maakte het rijk ook gebruik van Perzisch en Oeigoers.

## Soevereinen van het Kara-Kitan kanaat
| Tempelnamen ( Miao Hao 廟號 miàohào) | Postume namen ( Shi Hao 諡號 shìhào)                                 | Geboortenamen                                             | Conventie                | Regeringsnamen | Eranamen (Nian Hao 年號 niánhào) en hun overeenkomstige jaarbereik        |
| --- | -------------------------------------------------------------------- | --------------------------------------------------------- | ------------------------ | -------------- | ------------------------------------------------------------------------- |
| Conventie: kijk bij elke afzonderlijke soeverein |                                                                      |                                                           |                          |                |                                                                           |
| 1.Dezong (德宗 Dézōng) | Tianyouwuliedi (天祐武烈帝 Tiānyòuwǔlièdì)                           | Yelü Dashi (耶律大石 Yēlǜ Dàshí of 耶律達實 Yēlǜ Dáshí) 1 | gebruikte geboortenaam   | 1124-1144      | Yanqing (延慶 Yánqìng) 1124 or 1125-1134 Kangguo (康國 Kāngguó) 1134-1144 |
| Bestond niet | Gantianhou (感天后 Gǎntiānhòu), as regent                            | Tabuyan (塔不煙 Tǎbùyān)                                  | "Xi Liao" + postume naam | 1144-1150      | Xianqing (咸清 Xiánqīng) 1144-1150                                        |
| 2.Renzong (仁宗 Rénzōng) | Te lang aldus niet gebruikt wanneer men naar deze soeverein verwijst | Yelü Yilie (耶律夷列 Yēlǜ Yíliè)                          | "Xi Liao" + tempelnaam   | 1150-1164      | Shaoxing (紹興 Shàoxīng) 1150-1164                                        |
| Bestond niet | Chengtianhou (承天后 Chéngtiānhòu), as regent                        | Yelü Pusuwan (耶律普速完 Yēlǜ Pǔsùwán)                    | "Xi Liao" + postume naam | 1164-1178      | Chongfu (崇福 Chóngfú) 1164-1178                                          |
| 3.Bestond niet | Mozhu (末主 Mòzhǔ) of Modi (末帝 Mòdì)                               | Yelü Zhilugu (耶律直魯古 Yēlǜ Zhílǔgǔ)                    | gebruikte geboortenaam   | 1178-1211      | Tianxi (天禧 Tiānxī) 1178-1211                                            |
| 4.Bestond niet | Bestond niet                                                         | Kuchlug (Ch. 屈出律 Qūchūlǜ)                              | gebruikte geboorte naam  | 1211-1218      | Bestond niet                                                              |
| 1 "Dashi" is mogelijk de Chinese titel "Taishi", wat "vizier" betekent; of het kan "Steen" betekenen in het Turks, zoals de Chinese transliteratie suggereert. |                                                                      |                                                           |                          |                |                                                                           |